# 金墩村
金墩村，是臺灣彰化縣花壇鄉所轄的18個村之一，位在花壇鄉西南方。面積平方公里、2157人。與花壇村、橋頭村、中庄村及大村鄉大橋村、茄苳村相鄰。

## 村名由來
因平埔族的集居處而命名「番仔墩」，清代同治年間改為「金墩」，故名。

## 歷史沿革
金墩村於清代時隸屬燕霧上堡茄苳腳庄；明治35年（1902年）時，改彰化廳燕霧上堡茄苳腳庄；明治42年（1909年）改彰化支廳茄苳腳區茄苳腳庄；至大正9年（1920年）則隨行政區調整，隸屬彰化郡花壇庄花壇大字。
二次大戰結束後，國民政府接收臺灣，以原先花壇大字的金屯小字範圍設為金墩村。

## 旅遊
- 金墩實業公司出品：以金墩米聞名全臺。
- 厚載宮：奉祀福德正神，有一百多年歷史。
- 金盾城隍廟：主祀城隍尊神。